# San Simón (El Salvador)
San Simón, es un distrito del municipio de Morazán Sur, departamento de Morazán, El Salvador. De acuerdo al censo oficial de 2024, tiene una población de 11.205 habitantes.
Distancia de la capital del país es de 167 km  
San Simón es un distrito del departamento de Morazán en El Salvador. Limita al norte con San Antonio del Mosco, San Isidro y El Rosario; al este con Gualococti; al sur con Chilanga y Ciudad Barrios; al oeste con Ciudad Barrios y Carolina. 
El área urbana cuenta con: 
- Centro educativo para menores
- Parvularia
- Centro Escolar Alberto Masferrer

- Instituto Nacional de San Simón

Y otras instituciones públicas y privadas.  

## Historia
La localidad de San Simón es de origen lenca.
En su topónimo lenca potón se llamaba Sinsimón o Sinsimontique que significa "Cerro de los Conejos y Pacayas, pues proviene de 
Sinsi, Zinsin: Pacaya 
Mon: conejo 
Tique: cerro 
Hacia 1740 había en el sitio unos 145 habitantes. En 1770 pertenecía al curato de Osicala, y en 1786 al Partido de Gotera. Después de formar parte de San Miguel desde 1824, fue anexado a Morazán en  1875.
SIGNIFICADO DEL ESCUDO DEL 
MUNICIPIO
Leyenda que dice: MUNICIPIO DE SAN SIMÓN, representa a la villa misma de san Simón.
Leyenda que dice DIOS UNIÓN LIBERTAD; DIOS sobre todas las cosas principio y fin, UNIÓN Y LIBERTAD en honor a nuestra patria.
Borde azul con fondo blanco en forma de corbata: es la bandera municipal con colores patrios.
Seis estrellas: que simbolizan los seis cantones del municipio.
1770: Es el año en que se llamaba Santiago Sansimon y pertenecía a la jerarquía de Osicala.
1807: Se llamó San Simón.
1875: Año en que pasó a formar parte del Departamento de Morazán.
TEMPLO DE LA COMUNIDAD: Es el símbolo de la cristiandad y fue construido en la época colonial. 
MATA DE MEZCAL: Significa que es uno de los principales patrimonios de nuestro municipio. 
MATA DE TULE: Esta planta produce una de las artesanías principales como es el tule del cual se elaboran los PETATES. 
ELOTE: Significa que el cultivo de maíz es una de las principales fuentes de subsistencia y parte del patrimonio de la comunidad.

## Relaciones comerciales
En cuanto a las relaciones comerciales se tienen con la Ciudad de San Francisco Gotera, San Miguel, Osicala y Ciudad Barrios ya que las tiendas que venden productos varios viajan hasta esta Ciudades para comprar un poco más cómodo aunque siempre ganan muy poco porque ellos pagan transporte.
La mayoría de las personas compran ropas en época de la feria que llegan muchos comerciantes vender diferentes productos en actualidad con la ayuda del gobierno central el día en que entregan ayudas de RED SOLIDARIA se ha convertido como un día feriado, porque el comercio es muy fuerte ese día.
En la comunidad las únicas ventas de lo que se elabora en la comunidad son: pan, pasteles, enchiladas, pepinos, papaya ralladas, quesadillas, atole, arroz en leche y otros.
Las unidades de medidas que existen son:
	El medio que equivale a 25 libras.
	El cuartillo que equivale a 12.5 libras.
	Arrobas, quintales, libras, media libras.
	Litros, medio litros, pacha, botella y galones.
	Mano que equivale a 10 unidades.
	 
En la época antigua estas eran las unidades de cuenta:
	1 rial equivalía a $0.3 ctvs. De dólar que es igual a 0.25ctvs. de colon 
Y así sucesivamente hasta llegaran los 4 riales que eran 12ctvs. De dólar o un colon salvadoreño.

## Información general
El municipio cubre un área de 39,14 km² y la cabecera tiene una altitud de 570 m s. n. m. Al parecer el nombre original de este poblado era Sinsimóntique, topónimo Lenca salvadoreño que significa «Cerro de los Conejos y Pacayas». Las fiestas patronales se celebran en el mes de octubre en honor a San Simón.

## Estratificación Social
En la comunidad no hay niveles sociales.
Los ingresos que entran a la comunidad son los que viene de los Estados Unidos y algunos empleados que tienen ingresos económicos mensuales.
Lo que rige el respeto en la comunidad es la conducta de la persona, y la educación que posee. 
Algunas personas que reciben remesas familiares de los Estados Unidos tienen más posibilidades que otros, pero lastimosamente esto sucede un periodo corto de tiempo, algo que está comprobado en la comunidad es que la emigración es causa de la desintegración familiar. 

## Grupos sociales
Aún no se pierden rasgo indígenas las personas se visten sencillas, algunas a la moda, hechuras tradicionales son gente humildes, con vocabulario común a veces hasta muy fuerte.
Las relaciones que existen entre las personas es muy amena pero cuando están recién pasada las campañas políticas esto genera problema todos quedan resentidos y no quieren relacionar ya sea para celebrar el día que les corresponde como barrio, formar alguna directiva u otra cosa, este proceso le cambia rumbo a las cosas, las directivas dejan de funcionar y allí todo se distorsiona, otra cosa que les hace cambiar son los partidos entre equipos afederados de la comunidad ejemplo: el Club Deportivo Boillat y Club Deportivo Atlético San Simón. Es increíble a día de hoy existan personas que se pelean, incluso entre familia, por un simple partido entre equipos del mismo pueblo. Está bien ser apasionado al futbol, pero la educación y el respeto deben estar por delante siempre.
Otra forma de relacionarse es entre vecinos se regalan cosas de los que cada uno tiene, cuando hay celebraciones de graduaciones, bodas, fiesta rosas, muertos, ajustes, rezos, velorios, etc.

## Administración
Para su administración San Simón se encuentra dividido en 6 cantones y 17 caseríos. Siendo sus cantones:
- Valle Grande
- Potrero de Adentro
- Quebradas
- Carrizal
- San Francisco
- El Cerro

## Turismo
Algunos lugares recomendados a visitar en este distrito son la cascada del río Gualpuca.